# Coryogalops ochetica
Coryogalops ochetica es una especie de peces de la familia de los Gobiidae en el orden de los Perciformes.

## Morfología
Los machos pueden llegar a alcanzar los 6,2 cm de longitud total.

## Hábitat
Es un pez de clima tropical y demersal.

## Distribución geográfica
Se encuentra desde el Mar Rojo y el Canal de Suez hasta Puerto Said (Egipto ).

## Observaciones
Es inofensivo para los humanos.